# Peces Raros
Peces Raros es un dúo musical de rock electrónico formado por Lucio Consolo y Marco Viera en 2014, oriundos de la ciudad de La Plata, Buenos Aires. El sonido del dúo combina sintetizadores, guitarras y texturas electrónicas en un estilo innovador. Comenzando en el circuito platense, tocando en espacios autogestionados y festivales locales, la banda vivió una transformación en busca de nuevos sonidos. Pasó de aquel cuarteto de rock de sus inicios a consolidarse como dúo electrónico, con álbumes como Parte de un Mal Sueño (2016), Anestesia (2018), Dogma (2021) y Artificial (2024), así como con espectáculos en vivo en el Luna Park, el Estadio Obras y festivales en Argentina, Latinoamérica y Europa.
El grupo logró nominaciones en los Premios Gardel en 2022 a “Mejor Álbum Grupo Pop” por Dogma y en 2025 a “Mejor Álbum de Música Electrónica” por Artificial. Fueron galardonados con el Diploma en Música Electrónica en los Premios Konex, consolidándose así como una de las propuestas más relevates, en auge y con mayor proyección de la música en español.

## Orígenes
Lucio Consolo, nacido en La Plata, y Marco Viera, oriundo de Tres Arroyos, se conocieron mientras estudiaban en la Facultad de Bellas Artes de la Universidad Nacional de La Plata. Ambos transitaban carreras vinculadas al arte y desde sus primeros intercambios, descubrieron una afinidad estética en comùn por explorar los límites entre sonido, imagen y concepto.
Así nació Peces Raros en 2014, con un formato de cuarteto influenciado por el rock alternativo, guitarras al frente y un enfoque introspectivo. En ese año editaron No Gracias, su primer disco, donde ya se percibía el germen de su búsqueda sonora: canciones con estructuras clásicas que empezaban a abrirse hacia climas y texturas distintos.
Durante esos primeros meses, tocaron en el circuito alternativo platense: bares, centros culturales y fiestas universitarias, llegando a hacer hasta cinco shows en un fin de semana por diferentes ciudades de la provincia. Esa intensidad no solo consolidó su propuesta sino que les permitió formar una comunidad fiel alrededor de su música.
El punto de inflexión fue en 2015, en el festival Time Warp Mar del Plata, donde quedaron impactados por el set de Richie Hawtin. Fue ahí cuando entendieron que la música electrónica no era sólo una herramienta sino una experiencia emocional y física, dando inicio a una etapa donde Peces Raros dejaría de pensar en términos de rock para hablar el lenguaje del club y la pista de baile.

## Parte de un Mal Sueño (2016)
Durante la grabación de este álbum, Lucio y Marco comenzaron a experimentar con sintetizadores y cajas de ritmo prestadas por amigos de la escena platense. Una anécdota emblemática de esta etapa es la del uso de una vieja notebook que se apagaba sola si no estaba enchufada: trabajaban contrarreloj para capturar ideas antes de que la máquina muriera, lo que generó un caos creativo que terminó siendo un motor fundamental para el disco. (Indie Hoy)
Con la producción de Juan Stewart, Parte de un Mal Sueño (2016) fusiona las estructuras del rock con elementos electrónicos como secuencias, loops y beats. El disco fue lanzado en formatos digital y físico, con pedidos incluso desde Francia y Japón, y presentó canciones que marcaron el tono atmosférico y bailable, como “Sombras en la pared” y “Pensamientos nocturnos”.
Peces Raros emprendió una gira federal por ciudades como Córdoba, Neuquén, Rosario, Tandil, Mar del Plata y Bahía Blanca, y participó en festivales relevantes como Trimarchi, FestiFreak, Desvío Automático, Martes Indigentes y Festival CUERO. Además, crearon su propio ciclo llamado Algo Raro, un espacio multidisciplinario que combinaba música, DJs y artes visuales, convocando más de 1.800 personas por edición.

## Anestesia (2018–2020)
La grabación de Anestesia coincidió con una etapa de mudanzas y giras constantes. Muchas ideas del disco se gestaron en viajes en colectivo, aeropuertos y camarines improvisados. El mejor ejemplo es el nacimiento de “No Van A Parar”, dicha canción fue escrita en una sola noche tras una prueba de sonido en Córdoba y grabada al día siguiente, capturando la energía cruda y directa que luego se volvió un himno. 
En 2018, la banda profundizó en un sonido más techno, bailable y conceptual. El sencillo superó las 100.000 visualizaciones en sólo diez días y hoy acumula más de 1.5 millones de escuchas. La banda fue reconocida como una de las revelaciones del año por Rolling Stone.
En ese período participaron en festivales importantes como Buena Vibra, La Nueva Generación,Rock en Baradero  y Personal Fest, agotaron entradas en Niceto Club y lanzaron dos EPs: 'Vendaval' (remixes de Anestesia) y En Vivo en Buenos Aires, grabado en Niceto.
También comenzaron el proyecto Desconfiguración Vol.1, con remixes a cargo de DJs nacionales e internacionales, incluyendo a Paul Deep, Soulkeys y Nick Warren, quien incluso incluyó uno de esos tracks en su set con Hernán Cattáneo en The Soundgarden.

## Dogma (2021–2023)
Con Dogma la banda dio un giro radical. Dejaron de lado la sala de ensayo tradicional para armar un laboratorio casero, trabajando obsesivamente con computadoras y controladores. Durante la pandemia, hicieron sesiones de Zoom con artistas como Trueno, con quien grabaron el remix del tema “Cicuta”. El videoclip de esta canción fue filmado en una madrugada en Buenos Aires, con la ciudad vacía y desierta, reflejando la soledad y el aislamiento de esos tiempos. El álbum fue lanzado en 2021 y confirmó un sonido más pulcro, minimalista y emocional, con canciones como “Fabulaciones” y “Reliquia”.
Durante 2022 y 2023, el proyecto tomó forma escénica con una nueva experiencia de show en modo set. Participaron en festivales como Primavera Sound Buenos Aires, Río Babel, Crüilla, Low Festival, Pirineos Sur (España), Razzmatazz (Barcelona, sold out) y abrieron para Kraftwerk.
El Dogma Tour cerró con dos shows agotados en Estadio Obras, donde el público vivió una experiencia audiovisual con closings de Brigado Crew y Kevin Di Serna. Además, lanzaron Desconfiguración Vol.3, con remixes de Agustín Giri, Brigado Crew y Desiree Nemcik.

## ARTIFICIAL (2024)
Para la creación de ARTIFICIAL, el dúo se encerró semanas en un departamento apodado “el búnker”, un espacio con escasa luz natural. Para sumergirse en la atmósfera del disco, trabajaban sin relojes visibles, dejándose llevar por un ritmo propio y repetitivo, como si el tiempo se transformara en un loop. Esta experiencia marcó el pulso del álbum, que abraza el artificio, el diseño y la maquinalidad. 
Durante el proceso, recibieron feedback directo de figuras internacionales como Nick Warren y Henry Saiz, quienes aportaron ideas sobre las maquetas, fortaleciendo la ambición artística del proyecto. 
ARTIFICIAL fue presentado con dos shows históricos en Luna Park (entradas agotadas) y Estadio Obras, donde desplegaron una puesta visual sin precedentes con un muro LED de 5 metros, diseñadores escénicos y un universo estético futurista.
El disco recibió nominaciones a los Premios Gardel en las categorías Mejor Álbum de Música Electrónica y Mejor Diseño de Portada, y tuvo cobertura en medios internacionales como Rolling Stone, Billboard y Youtube Music en el Times Square. Además, este mismo año, fueron galardonados con un Diploma en el segmento Música electrónica en los Premios Fundación Konex y "Oxido" fue reconocido como mejor video en los Prisma Award 
La gira de presentación incluyó más de 30 fechas en ciudades como Ciudad de México, Guadalajara, Montevideo, Asunción, Ibiza, Berlín, Londres, Ámsterdam y Nueva York, ampliando su audiencia global.

## Desconfiguración
El proyecto Desconfiguración —volúmenes de remixes y reinterpretaciones donde distintos DJs y productores, tanto nacionales como internacionales, toman las canciones originales de Peces Raros y las reconfiguran o desarman para darles nuevas formas, ritmos y texturas— No es simplemente un álbum de remixes tradicional: el proyecto busca explorar la música desde distintos ángulos, ampliando su universo sonoro y a la vez mostrando la versatilidad de sus composiciones. Reúne ya cuatro volúmenes donde DJs y productores como Nick Warren, Henry Saiz, Rafael Cerato, Mariano Mellino, Brigado Crew, Agustín Giri y Desiree Nemcik reinterpretan la obra, llevándola a la pista de baile. 
No es solo una colección de remixes, sino una extensión natural del universo sonoro de la banda, lo que posiciona a Peces Raros en la escena electrónica internacional como un proyecto abierto, en constante diálogo y evolución.

## Estilo
Peces Raros propone una experiencia integral que trasciende la música: sus shows son obras audiovisuales. Con más de 660 mil oyentes mensuales en Spotify, Peces Raros representa hoy uno de los proyectos más sólidos, ambiciosos y singulares de la música contemporánea en español.

## Discografía
Álbumes de estudio
- 1. No Gracias (2014)
    - Álbum debut.
    - Destacados: “Lupus Raye”, “Algo en Vos”.

  2. Parte de un Mal Sueño (2016)
    - Sonido más electrónico, producido por Juan Stewart.

  3. Anestesia (2018)
    - Explora el techno.
    - Primer single: “No van a parar”.

  4. Dogma (2021)
    - Álbum conceptual
    - Cortes: “Cicuta”, “Fabulaciones”, “Reliquia”.

  5. Artificial (2024)
    - Estética futurista, 10 canciones.
    - Presentado en el Estadio Obras y Luna Park.

### EPs y Remixes
- Desconfiguración Vol. 1 (2018)
  - Remixes de “Parte de un mal sueño”.
  - Participan Soulkeys y Paul Deep.
- Desconfiguración Vol. 2 (2020)
  - Remixes de “Anestesia”.
- Vendaval EP (2020)
  - Contiene 3 remixes de “Anestesia”.
- Desconfiguración Vol. 3 (2023)
  - Remixes de “Dogma” por productores nacionales de techno.
- Desconfiguración Vol. 4 (2025)
  - Incluye artistas internacionales como Nick Warren, Henry Saiz y Rafael Cerato.